# Sébastien Squillaci
Sébastien Squillaci (Toulon, 11 augustus 1980) is een Franse betaald voetballer die bij voorkeur in de verdediging speelt. Hij verruilde in augustus 2010 Sevilla FC voor Arsenal FC, dat geen mededelingen deed over de lengte van zijn contract. In de zomer van 2013 verkaste de verdediger naar SC Bastia. In 2004 debuteerde hij in het Frans voetbalelftal.

## Begin clubcarrière
Squillaci's profcarrière begon bij Sporting Toulon Var in het seizoen 1997/1998. Hij speelde hier zeven wedstrijden. Het seizoen erop werd hij overgenomen door AS Monaco, waar hij van 1998 tot en met 2000 onder contract stond. Hij speelde in deze periode niet één wedstrijd. Daarom vertrok hij in 2000 naar tweedeklasser AC Ajaccio. In 2002 werd hij hiermee kampioen in de Ligue 2 en promoveerde hij met de club naar de Ligue 1. Het seizoen erna maakte hij geen deel meer uit van de selectie van Ajaccio.

## Tweede AS Monaco-periode
In 2002 kocht AS Monaco Squillaci voor de tweede keer, dit keer van Ajaccio. In zijn tweede periode speelde Squillaci 129 wedstrijden voor de club, waarin hij tien keer scoorde en uitgroeide tot aanvoerder van het team. Met Monaco haalde hij de finale van de Champions League, een wedstrijd die het team verloor van FC Porto. Squillaci won met AS Monaco in 2003 de Coupe de la Ligue met een 4-1-overwinning tegen FC Sochaux. Tijdens zijn periode bij Monaco werd hij opgenomen in het Frase nationale elftal.

## Lyon
In 2006 werd Squillaci overgenomen door regerend Frans kampioen Olympique Lyonnais. Hij kreeg bij de club rugnummer 29 en werd met zijn ploeggenoten landskampioen in het seizoen seizoen 2006/2007. Squillaci speelde dat jaar 37 duels en scoorde daarin vier keer.

## Erelijst
- 2002: Ligue 2 (AC Ajaccio)
- 2003: Coupe de la Ligue, Vicekampioen van de Ligue 1 (AS Monaco)
- 2004: Finalist in de Champions League (AS Monaco)
- 2007: Finalist in de Coupe de la League (Olympique Lyonnais)
- 2007: Ligue 1 (Olympique Lyonnais)
- 2008: Ligue 1 (Olympique Lyonnais)